# Халгай
Халга́й (Улан-Хушин) — деревня в Ольхонском районе Иркутской области. Входит в Хужирское муниципальное образование. 

## География
Находится в 15 км к северо-востоку от центра сельского поселения, посёлка Хужир, в 1,5 км к югу от залива Улан-Хушин Малого Моря.

## Население
| 2002 | 2010 | 2011 | 2012 |
| ---- | ---- | ---- | ---- |
| 52   | ↘46  | ↗47  | ↘41  |

По данным Всероссийской переписи, в 2010 году в деревне проживало 46 человек (19 мужчин и 27 женщин).